# Myrionema amboinense
Myrionema amboinense is een hydroïdpoliep uit de familie Eudendriidae. De poliep komt uit het geslacht Myrionema. Myrionema amboinense werd in 1893 voor het eerst wetenschappelijk beschreven door Pictet. 